# Ópusztaszer
Ópusztaszer je vas na Madžarskem, ki upravno spada pod podregijo Kisteleki Županije Csongrád. Do 1974 se je vas imenovala Sövényháza.